# Gerardo Ortiz
Gerardo Ortiz Medina (Pasadena, California, 5 de octubre de 1989), más conocido como Gerardo Ortiz, es un cantante y compositor mexicano-estadounidense de música regional mexicana. Es especialmente famoso por sus corridos progresivos.

## Biografía y carrera
Nació en Pasadena, California, sin embargo, se mudó a Culiacán, Sinaloa a los 5 años de edad.
En 1998, a los 8 años, lanzó su primer álbum, y ya en ese entonces ya estaba realizando un sinnúmero de presentaciones en fiestas, eventos, bailes y apariciones como telonero. Entre 2002 y 2003, a los 13 años, cuando vivía en la Ciudad de México, audicionó para el programa Código F.A.M.A., producido por la cadena Televisa, y quedó entre los 40 seleccionados. Después de su participación en el programa, comenzó a convertirse en una figura del género regional mexicano.

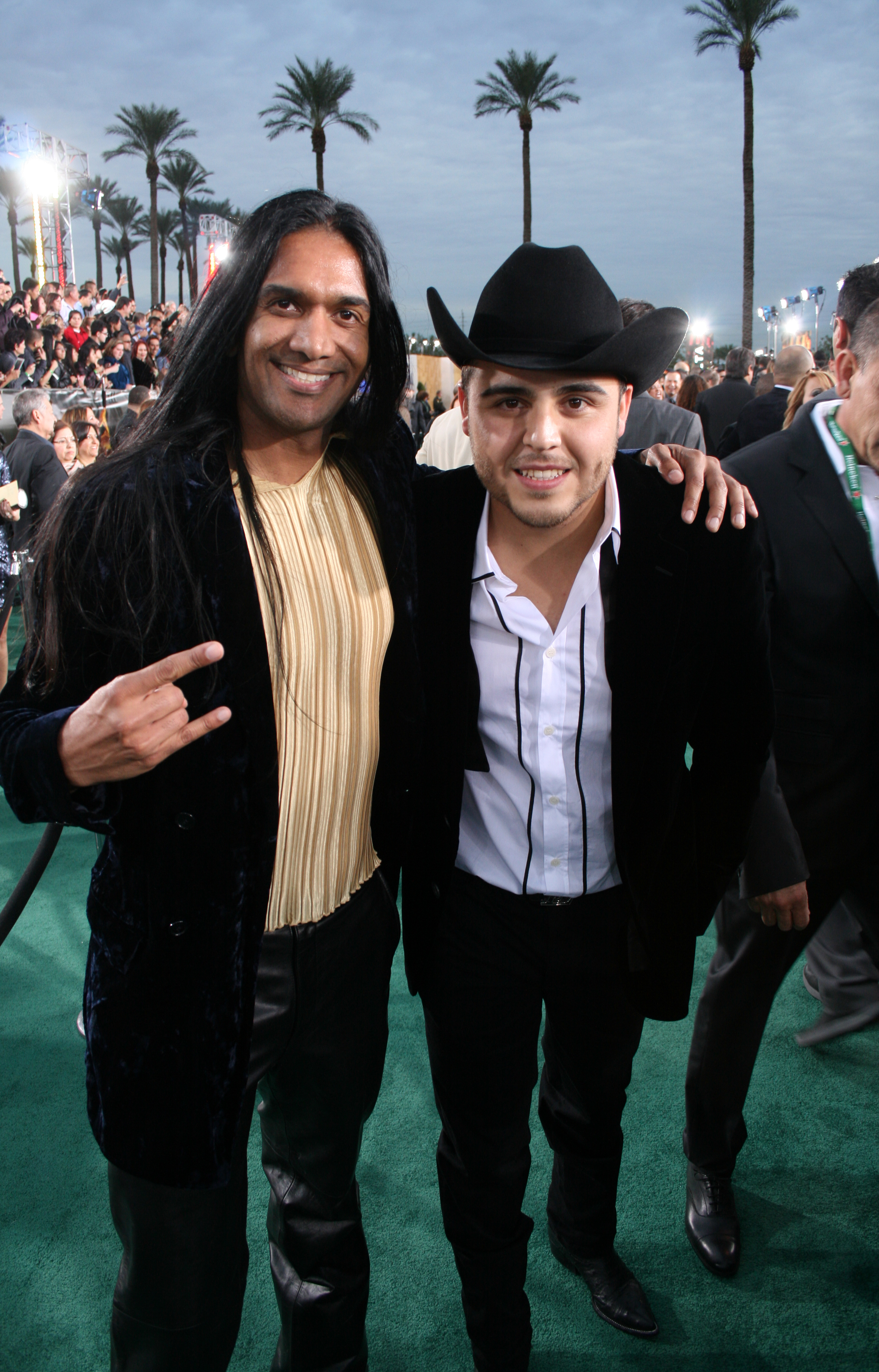
Gerardo Ortiz y Anand Bhatt en los Latin Grammys 2012

En 2010, logró una nominación para los Grammy Awards 2011 En la categoría de Mejor Álbum Norteño por su álbum debut Ni hoy ni mañana. En 2013, resultó ganador de 4 Premios Billboard de la música mexicana en las categorías de Artista Masculino del Año, Disco Norteño del Año, Artista Norteño del Año y Artista del Año en temas.
Su sencillo «Dámaso», de su álbum El primer ministro, ha sido uno de sus grandes éxitos, logrando una cifra de más de 115 millones de reproducciones en YouTube.
En julio de 2016, fue detenido por la policía federal en el Aeropuerto de Guadalajara, Jalisco, tras llegar en un avión procedente de Culiacán, Sinaloa. Fue acusado de "Apología del Delito" de homicidio, al publicar el video en YouTube en la grabación de "Fuiste Mía", en el que aparece interrogando y quemando a su pareja ficticia por serle infiel. Logró esquivar la prisión con una multa de 50 mil pesos (2700 dólares), sin embargo, algunos medios de comunicación consideran que el hecho de que se persiga por primera vez con cárcel esta falta ha supuesto una advertencia para él y sus compañeros.
Su éxito del 2021, ‘Tranquilito’, se destacó en el primer lugar de las listas de música más importantes en Estados Unidos y México, escalando incluso al primer lugar de la lista “Regional Mexican Airplay” de la revista Billboard y consiguiendo varias semanas consecutivas en #1 en el chart popular de Monitor Latino en México, ganando así su primer disco de Platino.

## Discografía

### Álbumes de estudio
2010: Ni Hoy, Ni Mañana
2011: Entre Dios Y El Diablo
2012: El Primer Ministro
2013: Archivos De Mi Vida
2015: Hoy Más Fuerte
2017: Comeré Callado
2018: Comeré Callado, Vol. 2
2020: Más Caro Que Ayer
2021: X Aniversario
2023: No Tengo Rival

### Álbumes en vivo
- 2009: En Vivo [Las Tundras]
- 2011: Morir Y Existir [En Vivo]
- 2012:"Con La Séptima Banda"
- 2013: Sold Out [En Vivo Desde El Nokia Theatre, L.A. (Live)]
- 2014: En Vivo Con Guitarra Y Tuba

### Otros álbumes
- 1998: Encuentro De Amor
- 1999: El Hijo Abandonado
- 2001: La Pasadita
- 2005: Al Estilo De Los Grandes
- 2006: Tú, De Qué Vas
- 2007: Y Más Amor

## Sencillos
En agosto de 2014, estrenó su sencillo Eres Una Niña, extraído de su álbum Archivos de mi vida. A partir de diciembre de 2014 se posicionó y mantuvo dentro de los primeros 10 lugares de la lista «Top Latin Songs – Popular-Grupero México» (De Monitor Latino) durante 9 semanas consecutivas, mientras que en la lista «Top Latin Songs - Regional Mexicano USA» estuvo durante 10 semanas, oscilando en los primeros lugares.
En octubre, el cantante estrenó el tema: Regresa Hermosa, primer sencillo del disco Comeré callado y que se ha ubicado por ocho semanas consecutivas en la posición número uno en la lista de canciones de regional mexicano qué publica Billboard, lo que le ayudó a romper el récord como el cantante con más canciones en la primera posición, destronando con esto a Vicente Fernández. A finales de 2017, estrenó el tema de El aroma de tu piel, del álbum Comeré callado volumen 2.

## Películas
El cantautor también ha sido conocido por el mundo del cine.
| Películas de Gerardo Ortiz    |                        |                        |
| Cara A La Muerte: La Película | Cameo & Agradecimiento | Narco Película         |
| Spare Parts                   | Gerardo                | Basada En La Vida Real |
| Como Un Sueño                 | El Mismo               | Documental A Ortíz     |